# Not- und Anrufkanal
Als Not- und Anrufkanal bezeichnet man im Funkdienst diejenige Funkfrequenz, auf der Funkstellen zunächst miteinander Kontakt aufnehmen, um dann gegebenenfalls eine andere Frequenz – den Arbeitskanal – für die weitere Verkehrsabwicklung zu vereinbaren (Anrufkanal). Diese Frequenz wird üblicherweise auch für Notverkehr verwendet (Notkanal, Notfrequenz).

## Seefunk
Im Seefunk sind die Frequenzbereiche der Not- und Anrufkanäle folgende:
| Bereich              | Bereich              | Frequenzbereich   | Not-/Anruf- frequenz | DSC- Frequenz          | Bemerkungen                 |
| -------------------- | -------------------- | ----------------- | -------------------- | ---------------------- | --------------------------- |
| Mittelwelle (MW)     | Mittelwelle (MW)     | 415 – 526,5 kHz   | 500 kHz              |                        | Tastfunk, in Europa obsolet |
| Grenzwelle (GW)      | Grenzwelle (GW)      | 1605 – 3800 kHz   | 2182 kHz             | 2187,5 kHz             |                             |
| Kurzwelle (KW)       | HF 04                | 4000 – 4438 kHz   | 4125 kHz             | 4207,5 kHz             |                             |
| Kurzwelle (KW)       | HF 06                | 6200 – 6525 kHz   | 6215 kHz             | 6312,0 kHz             |                             |
| Kurzwelle (KW)       | HF 08                | 8100 – 8815 kHz   | 8291 kHz             | 8414,5 kHz             |                             |
| Kurzwelle (KW)       | HF 12                | 12230 – 13200 kHz | 12290 kHz            | 12577,0 kHz            |                             |
| Kurzwelle (KW)       | HF 16                | 16360 – 17410 kHz | 16420 kHz            | 16804,5 kHz            |                             |
| Ultrakurzwelle (UKW) | Ultrakurzwelle (UKW) | 156 – 162 MHz     | 156,8 MHz (Kanal 16) | 156,525 MHz (Kanal 70) |                             |

## Flugfunk
Im Flugfunk ist international die Frequenz 121,5 MHz für den zivilen Notverkehr reserviert, im militärischen Bereich findet die 243,0 MHz Verwendung. In seltenen Fällen werden diese auch als Anruffrequenz verwendet: Wird ein ziviles Luftfahrzeug von einem militärischen angesteuert und zur Kontaktaufnahme aufgefordert, wird der folgende Funkverkehr über eine der Notfallfrequenzen abgewickelt. 
Eine allgemeine Anruffrequenz existiert im Flugfunk jedoch nicht: Bodenfunkstellen werden über die jeweilige im Luftfahrthandbuch veröffentlichte Frequenz angerufen.
Für die Bord-Bord-Kommunikatio sind gemäß der Veröffentlichung in den Nachrichten für Luftfahrer NfL 1-1935-20 vom 17. April 2020 sind deutschlandweit folgende beiden Kanäle verfügbar:
- "122.540"
- "122.555"

Darüber hinaus steht für unterschiedliche Regionen von Deutschland je eine spezielle Frequenz zur Verfügung, die für die betriebliche Luft-Luft-Kommunikation (z. B. Segelflug-, Drachenflug-, Gleitschirmflug-, Motorflug-, Ultraleichtflug-, sowie Ballonfahrbetrieb) bis zu einer Höhe von FL100 zur Verfügung stehen. Die Aufteilung der Regionen ist einer Grafik im NfL 1-1935-20 zu entnehmen.
Anmerkung: In deutsch- und englischsprachigen Dokumenten wird für den VHF-Sprechfunkkanal ein Punkt verwendet., 

## BOS-Funk
Der allgemeine Notrufkanal für einen Notruf im analogen deutschen BOS-Funk ist Kanal 444 Gegensprechen/Unterband (76,155/85,955 MHz). Abhängig von der örtlichen Leitstelle erfolgt die Aktivierung mittels Tonruf 1 bzw. 2.
Bei Unkenntnis des örtlichen Kanals (beispielsweise bei Kolonnenfahrten oder bei überregionalen Einsätzen, z. B. bei Hochwassereinsätzen) kann über diesen Kanal ein Notruf abgesetzt werden. In der Regel läuft er dann auf einer Polizeidienststelle auf, die direkt dem Innenministerium unterstellt ist.
Im deutschen BOS-Digitalfunk existiert an jedem Endgerät eine Notruftaste, welche bei Betätigung den Alarm und den Standort (GPS-Daten) an die zuständige Einsatzzentrale bzw. Leitstelle übermittelt.
Außerdem existiert im BOS-Digitalfunk die Funktion des Hilferufes, welcher bei Betätigung an die nächstgelegene Einsatzzentrale bzw. Leitstelle vermittelt (ortsbasiertes Routing).

## Rega-Funk
Die Schweizer Rega betreibt landesweit ein eigenes VHF-Funknetzwerk. Die Frequenz 161,300 MHz dient dabei landesweit als Notruf-Kanal, welcher von der Rega-eigenen Leitstelle in Zürich abgehört wird. Alarmiert wird über das ZVEI-1-Selektivrufverfahren, wobei die Ruffolge 21414 zur Alarmierung Verwendung findet. Mit der Ruffolge 21301 kann überprüft werden, ob eine Verbindung möglich ist. Die Frequenz 161,300 MHz kann von jedermann in der Schweiz ohne eine Lizenz des BAKOM verwendet werden. Entsprechende VHF-Handfunkgeräte mit 2,5 Watt Ausgangsleistung sind in der Schweiz ohne Funklizenz frei erhältlich. Über diese Frequenz kann ein Hubschrauber eingewiesen werden, da auch die Hubschrauber der Rega über diese Frequenz kommunizieren können. Des Weiteren hört die Rega auf der Frequenz 159,200 MHz, die auch zur Alarmierung von Hubschraubern dient. Diese Frequenz steht nur Bergrettungsdiensten und Berghütten-Notrufstationen zur Verfügung. Auch auf dieser Frequenz wird die Ruffolge 21414 eingesetzt, um die Zentrale in Zürich zu alarmieren. Besonders in Süddeutschland wird die Frequenz zur Alarmierung von Rega-Hubschraubern verwendet.